# Kurt Lambert
Kurt „Claude“ Lambert (* 16. September 1908 in Berlin; † 27. Dezember 1967) war ein deutscher Maler.

## Leben und Werk
Nach dem Sportlehrerdiplom 1931 studierte er Malerei an der Preußische Akademie der Künste von 1932 bis 1938. Er wurde 1939 mit dem Großen Staatspreis für Malerei ausgezeichnet, obwohl ihm im Wintersemester 1938/39 das Atelier in der Akademie gekündigt und er zwangsexmatrikuliert worden war. 1943 erhielt er den Villa-Romana-Preis für Florenz.
Nach dem Zweiten Weltkrieg, den er als Offizier der Kriegsmarine vor allem auf der Ostsee und dem Ärmelkanal verbrachte, wohnte er in Eckernförde. Seit 1948 begann er, die Sommer in Kampen auf Sylt zu verbringen, im Winter lebte er seit 1950 in Hamburg. Die Insel hatte es ihm angetan. Täglich wanderte er, mit Stiften und einem Malblock unter dem Arm, auf der Suche nach schönen Motiven am Wattenmeer entlang oder stapfte durch die Dünen. Oft waren es Strandszenen bei Buhne 16, Dünenlandschaften oder Boote im Watt, die er skizzierte und später, in seiner ‚Malklause’ im Haus Ahrenshoop in Kampen, in Aquarelle und Ölbilder umsetzte.
Seine häufig in Pastelltönen gehaltenen Bilder zeigen teilweise impressionistische Züge, sind aber zeitlebens einer ganz eigenen Gegenständlichkeit verhaftet geblieben, die zunehmend auf Details verzichtete. Kräftige, klare Linien und eine fein abgestufte Farbgebung kennzeichnen seine Werke.

## Nachwirkung
Als Teil des Kampener Kunstpfads wird die Gemeinde Kampen den Maler Kurt Lambert mit einer Bronzestele ehren.